# China Fusion Engineering Test Reactor
Le China Fusion Engineering Test Reactor (CFETR) est un réacteur de fusion nucléaire tokamak proposé à la construction en Chine. La construction du CFETR est prévue pour les années 2020. Il sera un démonstrateur de faisabilité de production d'énergie de fusion à grande échelle.
Le projet comprendrait deux phases d'exploitation. La première phase vise à démontrer le fonctionnement à l'état d'équilibre et la production du tritium . La deuxième phase comprendrait une mise à jour du système pour obtenir une production d'électricité de fusion de 1 GW ou 1000 MW (contre 500 MW pour ITER ) et un bilan énergétique Q supérieur à 12, avec une autosuffisance en tritium.

## Voir également
- HT-7, le premier réacteur à fusion nucléaire chinois.
- EAST, le réacteur à fusion nucléaire chinois en cours d'activité.
- ITER, le réacteur à fusion nucléaire international en construction.